# ミョルニル

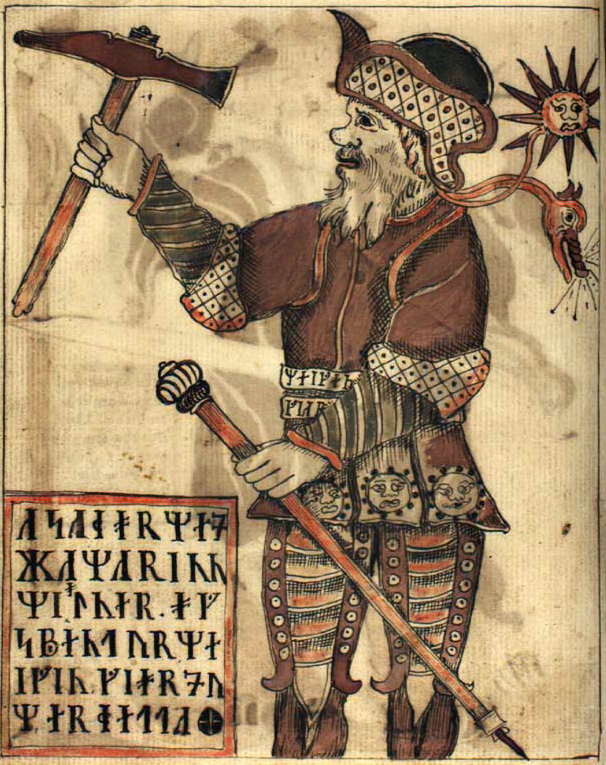
18世紀の写本『NKS 1867 4to』に描かれた、トールとミョルニル。

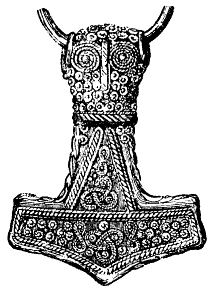
エーランド島で出土した、ミョルニルを象ったペンダント。

ミョルニル（Mjölnir、ミョッルニル 古ノルド語: Mjǫllnir IPA: [ˈmjɔlːnir] ）は、北欧神話に登場する神トールが持つ鎚（トールハンマーという名でも知られる）である。
名称は古ノルド語で「粉砕するもの」を意味し、思う存分に打ちつけても壊れることなく、投げても的を外さず再び手に戻る、自在に大きさを変え携行できるといった性質を持つが、柄がかなり短いという欠点もあった。
神話ではミョルニルはしばしば真っ赤に焼けているとされ、これを扱うためにはヤールングレイプルという鉄製の手袋が必要だとされる。

## 神話
ミョルニルはドワーフの兄弟ブロックとエイトリ（シンドリ）が、イールヴァルディの息子たちよりも優れた物を作り出せるかという競い合いの際にグリンブルスティ、ドラウプニルと共に作られ、トールに献上され、彼の所有物となり、多くの巨人を打ち殺したため、霜の巨人や山の巨人はミョルニルが振り上げられる音でそれが分かるといわれる。
その威力は凄まじく、一撃で死亡しなかった生物は世界蛇ヨルムンガンドぐらいであり（『ヒュミルの歌』）、スカルド詩の『トール讃歌』では、巨人のゲイルロズがトールにミョルニルを持たずに自分の屋敷に来るようにと告げたという話が詠われている。
ミョルニルは相手を打つためだけに使われるものではなく、トールの戦車を引く2頭の牡山羊（タングリスニとタングニョースト）を食べても、骨さえ無事ならミョルニルを振るえば生き返らせることができた。また、バルドルの葬儀の際、火葬するための火を浄化するためにも用いられた。『スリュムの歌』ではスリュムという巨人がミョルニルを盗み、フレイヤとの交換を要求するが、フレイヤに変装した花嫁姿のトールを聖別するために、隠していたミョルニルを花嫁（トール）の膝に乗せたため、ミョルニルを取り返されて頭を砕かれるという顛末が描かれている。

## 文化
トールは、ローマ神話の雷神ユピテルと同一視されており、ゲルマン人はユピテルが司る木曜日をトールの日とした。木曜日は最も神聖な日とされており、オーディンが司る水曜日よりも格の高い日とされていた。南方熊楠によれば、ヨーロッパ、アジアで共通して石器時代の「槌とも斧とも判らぬ」石製の斧を指して神が用いた雷を発する斧や槌と心得、その表象とする信仰があったという。また南方は、違約者を雷で打てと唱える「ジュピテル大神」と合わせ、北欧での誓約で後の「競売の約束固めに槌で案(つくえ)を叩く訳」である「雷神トールの大槌ムジョルニル」の名を援いて行う誓約をあげる。
北欧ではミョルニルを模したものをお守りとしまた石斧を「避邪の功」があるミョルニルとした。
雷鳴の轟はトールの乗った戦車が天空を駆け巡る音、雷はミョルニルを投げつけた閃光と信じられ、空を支配する最強の神として崇拝されていた。また、雷雨は植物を成長させることから「農耕の神」としても崇められていた。石田英一郎は、『河童駒引考』で「巨人トゥリムル(Thrymur)がトールの槌ミョルニルを奪った話」をトールが豊穣神であることを示唆する話として挙げ、バルト海東岸地方に「強健な子供」を産むまじないとして花嫁の寝床の下へ斧を置く習慣と、またスウェーデンで「一対の男女が身をつらねたかたわら」に斧を振りかざす男が岩に描かれた遺跡を紹介している。
ミョルニルを象ったレプリカはスカンディナヴィアの広い地域でポピュラーで、結婚式をはじめとする祭式で使われる。
ミョルニルは男性器を象徴しているともいわれる。
ボルボ・カーズでは2010年代からLEDヘッドライトにハンマーを横倒しにした意匠『トールハンマー』を取り入れている。

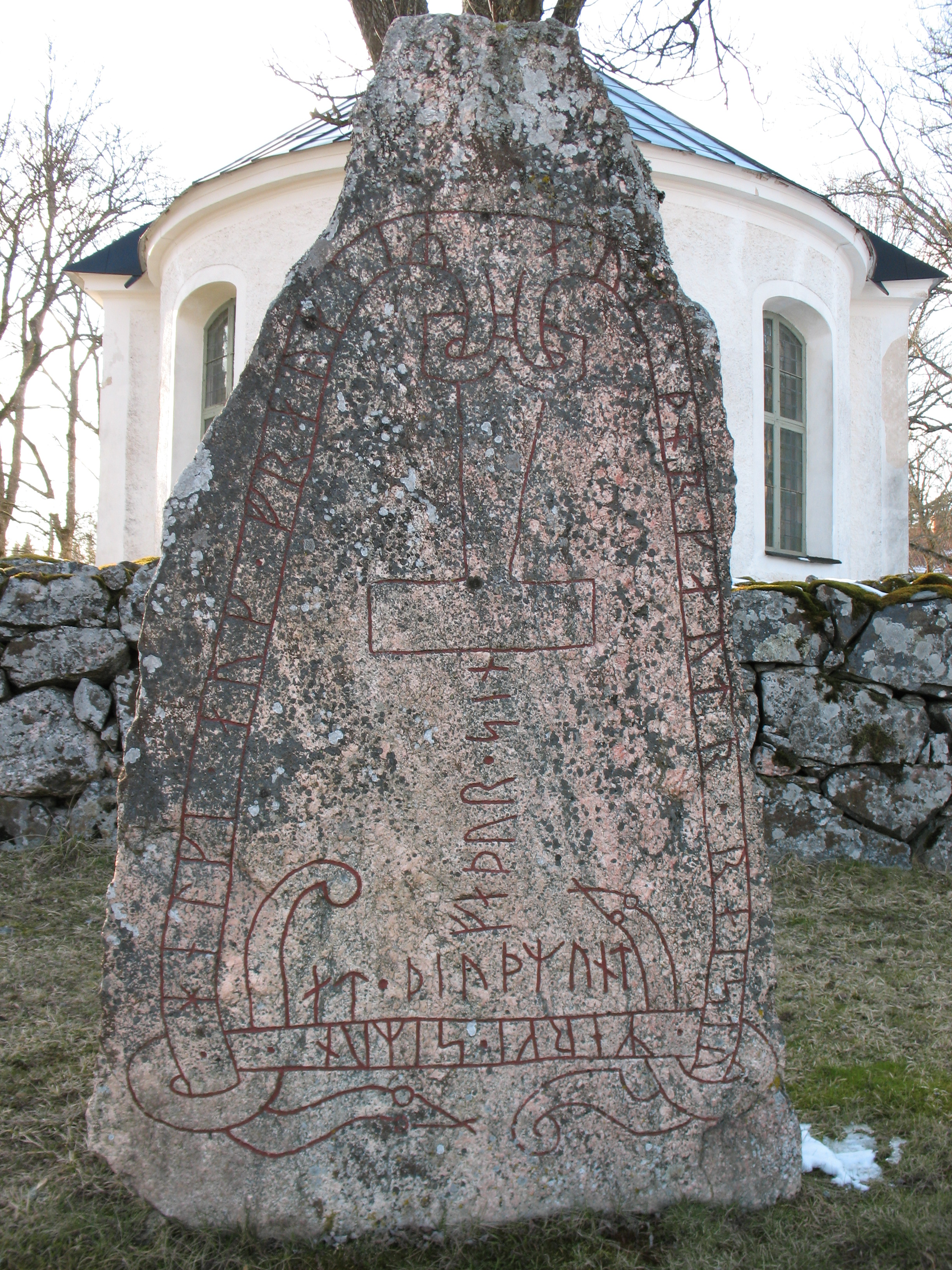
ミョルニルの描かれたルーン石碑。スウェーデン、セーデルマンランド地方。
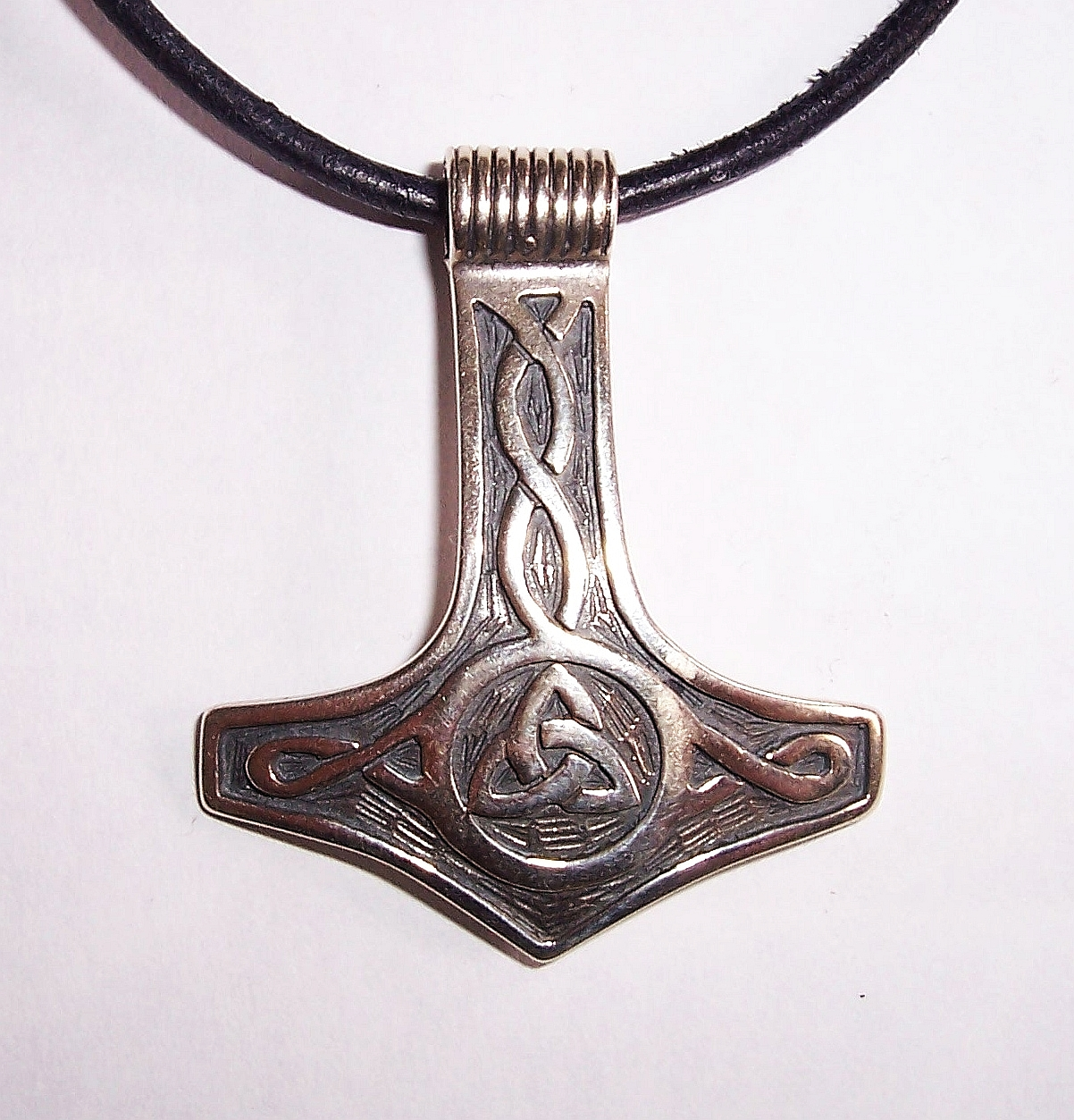
ミョルニルを象った現代のペンダント。
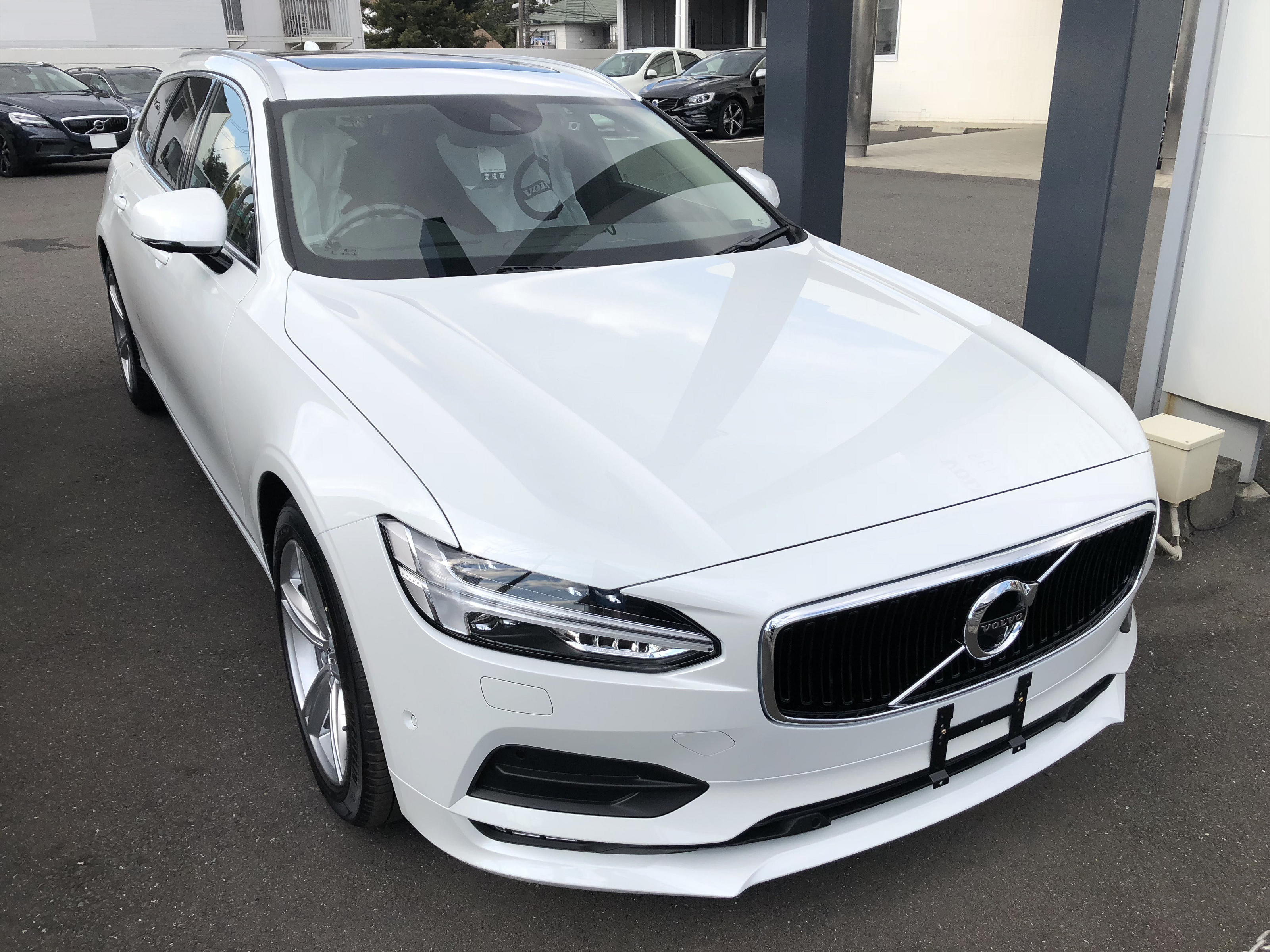
ボルボ・V90の『トールハンマー』ヘッドライト